# New World Disorder
New World Disorder è il quinto album in studio del gruppo musicale statunitense Biohazard, pubblicato nel 1999. Nel disco sono presenti in qualità di ospiti Sticky Fingaz, Christian Olde Wolbers e Igor Cavalera.

## Tracce
1. Resist – 2:43
2. Switchback – 3:33
3. Salvation – 3:55
4. End of My Rope – 3:43
5. All for None – 3:51
6. Breakdown – 2:52
7. Inner Fear On – 3:27
8. Abandon in Place – 3:45
9. Skin – 3:28
10. Camouflage – 2:48
11. Decline – 3:43
12. Cycle of Abuse – 4:52
13. Dogs of War – 4:13
14. New World Disorder – 6:44